# Rizatriptan
Rizatriptan (Maxalt) is een geneesmiddel ontwikkeld door Merck & Co voor de behandeling van migraineaanvallen. Het voorkomt geen toekomstige migraineaanvallen.
Rizatriptan kan worden ingenomen in de vorm van tabletten en via sublinguale toediening en is beschikbaar in doses van 5 en 10 mg (Maxalt-MLT). Het is alleen op recept te krijgen.